# Giulio Base

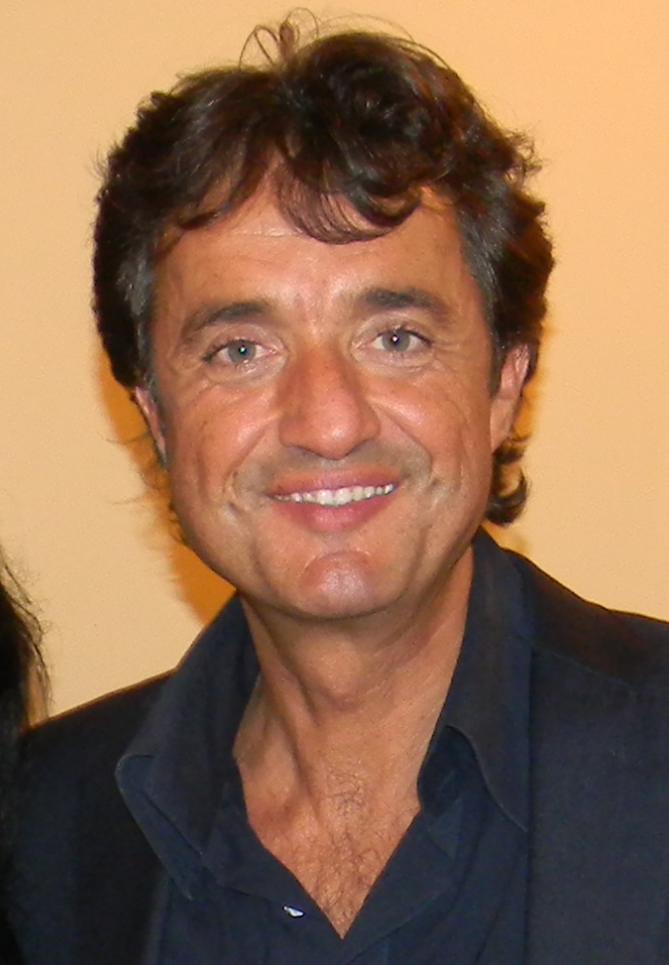
Giulio Base

Giulio Base (* 6. Dezember 1964 in Turin) ist ein italienischer Schauspieler und Filmregisseur.

## Leben
Nach einem Abschluss in Literaturwissenschaft an der Università La Sapienza in Rom sowie einem in Theologie ging er an das Bottega Teatrale di Firenze, wo er unter Vittorio Gassman spielte. Ab Mitte der 1980er Jahre spielte er mit verschiedenen Theatergruppen und führte Regie, u. a. bei Stücken von Eduardo De Filippo. Auch beim Film spielte er Rollen, meist bei jungen Regisseuren; jedoch blieben seine Interpretationen kaum bemerkt.
1991 inszenierte er seinen ersten Film, Crack, in dem er auch die Hauptrolle übernahm. Der Film wurde auf verschiedenen Festivals gezeigt und fand trotz umstrittener Szenen Beachtung bei den Kritikern. Auch die folgenden Filme wurden interessiert aufgenommen. Gegen Ende der 1990er Jahre wandte sich Base verstärkt der Fernseharbeit zu und drehte etliche Werke, teils im Miniserienformat, zu Themen des antiken Rom. Ab 2004 war er auch Stammregisseur der erfolgreichen Terence-Hill-Serie Don Matteo.

## Filmografie (Auswahl)
- 1991: Crack
- 1993: Liebes Tagebuch… (Caro diario)
- 1994: Cops (Poliziotti)
- 2006: Das Ende der Götter (L’inchiesta)
- 2009: Doc West – Nobody ist zurück (Doc West)
- 2009: Doc West – Nobody schlägt zurück (Triggerman)